# 马克斯韦尔·T·马斯特斯
马克斯韦尔·蒂尔登·马斯特斯（Maxwell Tylden Masters，1833年4月15日—1907年5月30日），英国植物学家、生物分类学家，以研究蔬菜畸形学而闻名。